# Lobocleta multipunctata
Lobocleta multipunctata là một loài bướm đêm trong họ Geometridae.